# تقسیم سلول
تقسیم سلولی یا تقسیم یاخته‌ای فرایندی است که در آن یک سلول (یاختهٔ مادر) به دو یا چند سلول دیگر (یاخته‌های دختر) تقسیم می‌شود. تقسیم سلولی، معمولاً بخش کوچکی از چرخه سلولی می‌باشد. در پروکاریوت‌ها به دلیل وجود یک دی ان ای حلقه ای و نبود اندامک‌ها و هسته تقسیم سلولی با پروسه ساده ای به نام شکافت دوتایی انجام می‌شود.
اما در یوکاریوت‌ها، به دلیل وجود هسته و چند دی ان ای به دو نوع قابل انجام است، نوع اول میتوز که سلول به دو قسمت تقسیم شده و دو سلول به‌وجود آمده به‌طور کامل به یکدیگر شباهت دارند و هرکدام قادر به تقسیم مجدد می‌باشند.
نوع دوم میوز نام دارد که در آن از هر یک سلول مادر چهار سلول دختر ایجاد شده که هرکدام نصف عدد کروموزومی و تعداد کروموزوم سلول مادری را دارا می‌باشند. این تقسیم از آن جهت مهم است که گامت‌های مورد نیاز برای لقاح را می‌سازد. سلول‌های هاپلوئید، پلوئیدی و…(به‌طور کل فرد-پلوئیدها) از آن جهت که عدد کروموزومی فرد به دو بخش پذیر نیست قادر به تقسیم میوز نمی‌باشند. در طول عمر بدن یک انسان، حدود ۱۰٬۰۰۰ تریلیون تقسیم رخ می‌دهد.
در همهٔ انواع تقسیم یاخته، یاخته‌ای را که در حال تقسیم است، یاختهٔ مادر و یاخته‌های حاصل از تقسیم را یاخته‌های دختر می‌نامند.

## انواع

سه نوع تقسیم، تقسیم دوتایی (چپ)، تقسیم میتوز (وسط)، تقسیم میوز (راست)

یاخته‌ها در دو گروه طبقه‌بندی می‌شوند: پروکاریوت‌ها و یوکاریوت‌ها. به دلیل تفاوت‌های ساختاری در یاخته‌های این دو گروه، طریقهٔ تقسیم آنها نیز با هم تفاوت دارند. البته در یوکاریوت‌ها تقسیم یاخته‌های سوماتیک (غیرجنسی) با یاخته‌های جنسی (گامت‌ها)(اسپرم در مرد و تخمک در زن) تفاوت دارد.

### تقسیم دوتایی
این روش تقسیم در باکتری‌ها دیده می‌شود و باکتری‌ها از طریق همین تقسیم تولیدمثل می‌کنند. تقسیم دوتایی نوعی تولیدمثل غیرجنسی است که به تولید زاده‌هایی یکسان منجر می‌شود. هنگام تکثیر یاخته دو یاخته دختر حاصل می‌شود و یاختهٔ مادر، هرچند که از بین نمی‌رود، اما به صورت قبلی نیز وجود نخواهد داشت. به عبارت بهتر، دو یاختهٔ دختر در مجموع زمانی یاختهٔ مادر بوده‌اند که اجزای یاخته‌ای مادر بین آنها تقسیم شده‌است.
تقسیم دوتایی به دنبال همانندسازی دی‌ان‌ای صورت می‌گیرد و طی آن سلول تقسیم می‌شود.
تقسیم باکتری با اضافه شدن غشای سلولی جدید به نقطه‌ای از غشا که بین دو مولکول دی‌ان‌ای قرار دارد انجام می‌گیرد. غشا پس از ساخته شدن، از وسط به درون سلول فرومی‌رود تا سرانجام آن را به دو نیم تقسیم کند. همزمان با فرورفتگی غشا، دیوارهٔ سلول در محل این دو سلول جدید نیز تشکیل می‌شود. هر یک از این دو سلول دارای یکی از دو نسخهٔ دی‌ان‌ای است که کاملاً یکسان هستند.

### تقسیم یوکاریوت‌ها
به دلیل وجود هسته و دی‌ان‌ای در شکل کروموزومی، در یاخته‌های یوکاریوت، امکان تقسیم دوتایی وجود ندارد. به همین دلیل، یوکاریوت‌ها برای تقسیم از نوعی تقسیم هستهٔ یاخته استفاده می‌کنند و سپس سیتوپلاسم خود را تقسیم می‌کنند که در مجموع میتوز نام دارد. اگر یاخته‌های یوکاریوتی بخواهند گامت تولید کنند باید از تقسیم میوز استفاده کنند.
تقسیم یاخته‌های یوکاریوتی به مراتب از تقسیم یاخته‌های پروکاریوتی (تقسیم دوتایی) پیچیده‌تر است، زیرا در این تقسیم سیتوپلاسم و هسته هر دو تقسیم می‌شوند و قبل از تقسیم سیتوپلاسم، لازم است اندامک‌های مختلف به درستی در فضای یاخته بازآرایی شوند تا بتوانند به گونه‌ای مناسب، بین دو یاختهٔ دختر توزیع شوند و یاخته‌هایی کارآمد را پدیدآورند.
مراحل زندگی یک یاختهٔ یوکاریوتی به صورت یک چرخه است که از انتهای یک تقسیم تا پایان تقسیم بعدی ادامه می‌یابد.